# Parkers-Iron Springs
Parkers-Iron Springs is een plaats (census-designated place) in de Amerikaanse staat Arkansas, en valt bestuurlijk gezien onder Pulaski County.

## Demografie
Bij de volkstelling in 2000 werd het aantal inwoners vastgesteld op 3499.

## Geografie
Volgens het United States Census Bureau beslaat de plaats een oppervlakte van
24,1 km², waarvan 24,0 km² land en 0,1 km² water.

## Plaatsen in de nabije omgeving
De onderstaande figuur toont nabijgelegen plaatsen in een straal van 16 km rond Parkers-Iron Springs.